# Maggots: The Record
Maggots: The Record es el cuarto álbum de estudio de la banda estadounidense de punk y heavy metal Plasmatics, publicado en 1987 por Profile Records, aunque en la portada se acreditó como una producción de Wendy O. Williams and Plasmatics. Por su parte, es el primer y único trabajo grabado por Michael Ray en la guitarra y por Ray Callahan en la batería.
Considerado por la propia banda como la primera «ópera thrash metal», es un álbum conceptual cuya historia se sitúa a veinticinco años en el futuro. Debido a la decadencia del medio ambiente, por culpa de la quema de combustibles fósiles, se forma un efecto invernadero permanente que conlleva al fin del mundo. Como una historia paralela, existe un diálogo de una desventurada familia, los White, quienes debido a los problemas ambientales mueren uno a uno en un lapso de tres días.

## Lista de canciones
| N.º | Título                                                             | Escritor(es)                        | Duración |  |
| 1.  | «Overture / Introduction (Narrator)»                               | Rod Swenson, Wes Beech, Michael Ray | 0:59     |  |
| 2.  | «You're a Zombie»                                                  | Swenson, Ray                        | 2:45     |  |
| 3.  | «The White's Apartment / Full Meal Diner»                          |                                     | 2:46     |  |
| 4.  | «The Day of the Humans Is Gone»                                    | Swenson, Ray                        | 3:31     |  |
| 5.  | «The Central Research Laboratory / Valerie and Bruce on the Phone» |                                     | 3:06     |  |
| 6.  | «Destroyers»                                                       | Swenson, Ray                        | 3:07     |  |
| 7.  | «The White's Apartment / Bruce's Bedroom»                          |                                     | 1:40     |  |
| 8.  | «Brain Dead»                                                       | Swenson, Ray                        | 2:33     |  |
| 9.  | «The White's Apartment / Bruce's Bedroom»                          |                                     | 2:30     |  |
| 10. | «Propagators»                                                      | Swenson, Beech                      | 3:00     |  |
| 11. | «The White's Apartment / Fire Escape»                              |                                     | 2:02     |  |
| 12. | «Finale»                                                           | Swenson, Beech, Ray                 | 4:06     |  |

## Créditos
Músicos
- Wendy O. Williams: voz
- Wes Beech: guitarra líder, guitarra rítmica y coros
- Michael Ray: guitarra rítmica, guitarra líder y coros
- Chris Romanelli: bajo y coros
- Ray Callahan: batería y coros

Actores de doblaje
- James Gerth: como el narrador
- Jeanine P. Morick: como Paula White y la doctora Wanda Carnot
- Jeff Griglak: como Josh White
- Scott Harlan: como Joe White, el doctor Richard Boltzmann y Lance
- Tony Marzocco: como Bruce Maltin
- Suzanne Bedford: como Valerie y Cindy White
- Andy Bleiberg: como el presentador de TV #1 y el presentador de videojuegos de TV
- Rod Swenson (acreditado como Stellar Axeman): como el presentador de TV #2